# Antoni Ulric de Brunsvic-Lüneburg
Antoni Ulric de Brunsvic-Lüneburg -Anton Ulrich von Braunschweig-Wolfenbüttel (alemany)- (Hitzacker, Alemanya, 4 d'octubre de 1633 - Salzdahlum, 27 de març de 1714) fou un príncep alemany de la casa de Welf, el segon fill del duc August de Brunsvic-Lüneburg (1579-1666) i de Dorotea d'Anhalt-Zerbst (1607-1634). El 17 d'agost de 1656 es va casar amb Elisabet Juliana de Schleswig-Holstein-Sonderburg-Norburg (1634-1704), filla del duc Frederic (1581-1658) i d'Elionor d'Anhalt-Zerbst (1608-1681). El matrimoni va tenir tretze fills:
- August Frederic (1657-1676)
- Elisabet Elionor (1658-1729), casada primer amb Joan Jordi de Mecklenburg-Mirow (1629-1675), i després amb Bernat I de Saxònia-Meiningen (1649-1706).
- Anna Sofia (1659-1742), casada amb Carles Gustau de Baden-Durlach (1648-1703).
- Leopold August (1661-1662)
- August Guillem (1662-1731)
- August Enric (1663-1664)
- August Carles, nascut i mort el 1664.
- August Francesc (1665-1666)
- Augusta Dorotea (1666-1751), casada amb Anton Günther de Schwarzburg-Sondershausen.
- Amàlia Antònia, nascuda i morta el 1668.
- Enriqueta Cristina (1669-1753)
- Lluís Rodolf (1671-1735), casat amb Cristina Lluïsa d'Oettingen-Oettingen (1671-1747).
- Sibil·la Rosalia (1672-1673)

Va governar Wolfenbüttel conjuntament amb els seus germans des de 1685 fins a 1702, i sol a partir del 1704 fins a la seva mort el 1714. És un exemple clar del governant absolutista il·lustrat, preocupat per l'educació i amb un interès especial per la literatura, essent ell mateix poeta i novel·lista, a més de col·leccionista d'art. Va estudiar a la Universitat de Helmstedt on es doctorà en teologia. En aquesta època d'estudiant escriu els seus primers poemes. Coincidint amb el seu casament va escriure la seva primera obra de teatre, Frühlings-Ballett.
Durant la Guerra de Successió Espanyola va prendre partit per la causa borbònica, fet que comportà que el principat de Wolfenbüttel fos envaït el març de 1702. Antoni Ulric va ser deposat com a duc i es va refugiar a Saxònia-Gotha. Després de la mort del seu germà Rodolf August, el 1704, Anthon Ulric es va fer càrrec altra vegada del govern del ducat.